# Guerres il·líries
Es coneix com les Guerres Il·líriques les guerres que van enfrontar entre els anys 229 aC - 219 aC a Roma i a les tribus de Il·liria assentades sobre la vall del Neretva. Al final de la invasió romana, la República va aconseguir acabar amb la pirateria d'aquests territoris, que posava en perill el comerç itàlic a través del mar Adriàtic. El conflicte va comprendre dues campanyes, la primera contra la reina Teuta i la segona contra Demetri de Faros. La campanya inicial, que va començar l'any 229 aC, va suposar la primera vegada que l'armada romana travessava el Mar Adriàtic per tal d'enfrontar a un enemic.
- Primera guerra il·líria
- Segona guerra il·líria
- Tercera guerra il·líria